# Rózsásbarna tinóru
A rózsásbarna tinóru (Butyriboletus fuscoroseus) a tinórufélék családjába tartozó, Európában honos, lomberdőkben élő, ehető gombafaj. 

## Megjelenése
A rózsásbarna tinóru kalapja 4-12 (20) cm széles, eleinte félgömb alakú, majd domborúan, idősen majdnem laposan kiterül. Színe tompa rózsaszín, vörösesbarna, rózsaszín árnyalatú barnásokkeres. Felszíne száraz, néha felrepedezik, sérülésre nem kékül. 
Húsa vastag; fiatalon kemény, később puha, szivacsos. Színe fehéres vagy sárgásfehér; sérülésre kékül, legintenzívebben a pórusok felett. Szaga kellemes, gombaszerű, idősen némileg vegyszerre vagy füstölt húsra emlékeztet; íze nem jellegzetes, enyhe.  
Termőrétege csöves. Színe fiatalon citromsárga, majd sárga, idősen olív árnyalattal. Sérülésre kékül.  
Tönkje 5-10 (12) cm magas és 2-4 (5) cm vastag. Alakja hengeres vagy bunkós. Színe felül sárga-élénksárga; alsó felén, harmadán halványrózsás, rózsásbarnás. Felső részét vagy az egész tönköt alapszínű vagy vöröses hálóminta borítja. Húsa citromsárga, tövénél halvány- vagy piszkosrózsaszín; sérülésre kissé kékül. 
Spórapora olívbarna. Spórája ellipszis alakú, mérete 10–14,5 × 4–5,5 μm. 

### Hasonló fajok
Külsőre leginkább a királytinóruhoz hasonlít, de annak húsa nem vagy csak gyengén kékül. Összetéveszthető a sárgahúsú tinóruval, a fakó tinóruval, esetleg a mérgező kesernyés tinóruval. 

## Elterjedése és termőhelye
Európában honos; inkább délen gyakori. Magyarországon ritka.
Melegkedvelő, meszes talajú lombos erdőkben él, elsősorban tölgy, de bükk vagy szelídgesztenye alatt is. Nyár elejétől őszig terem. 

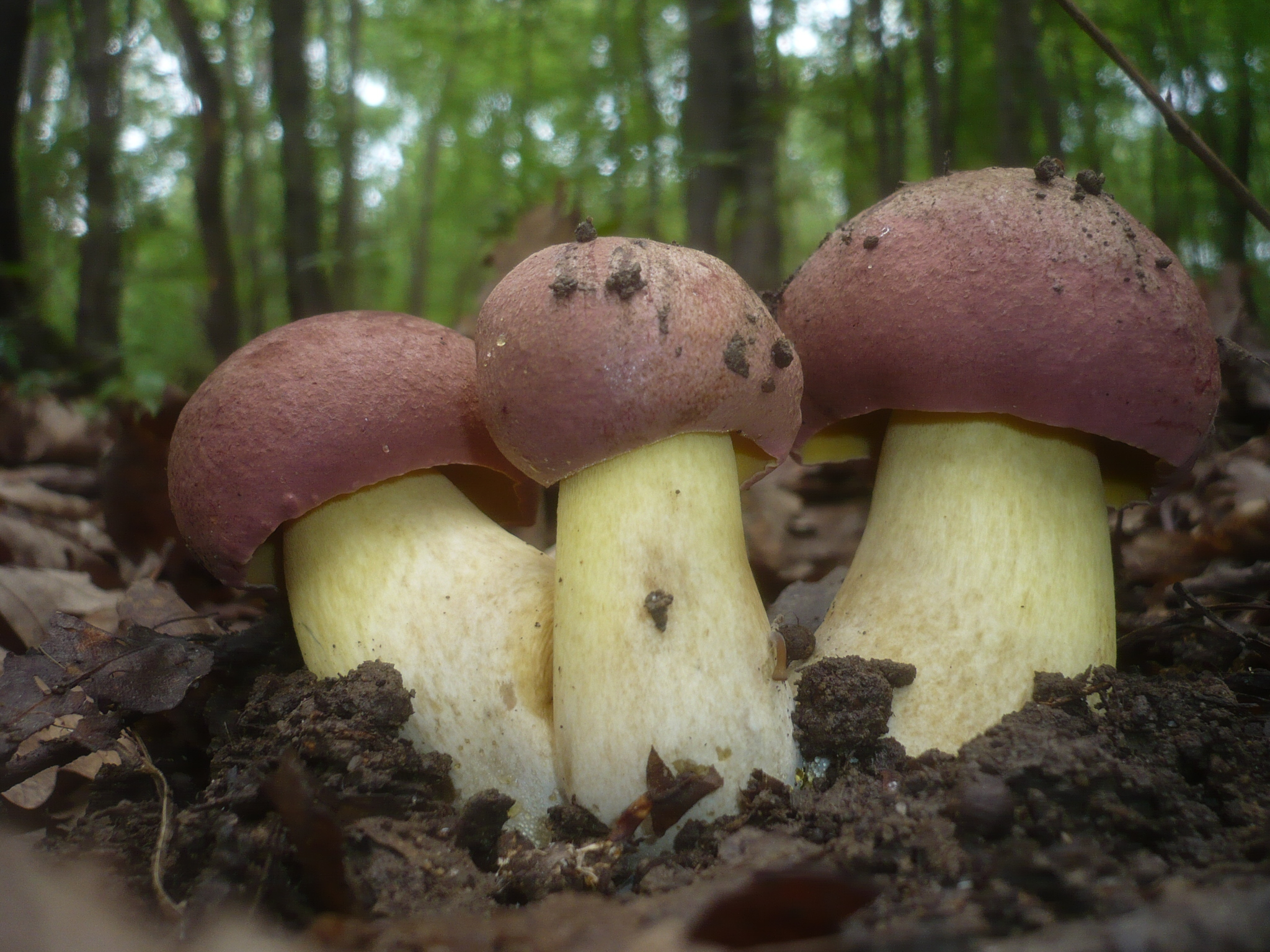
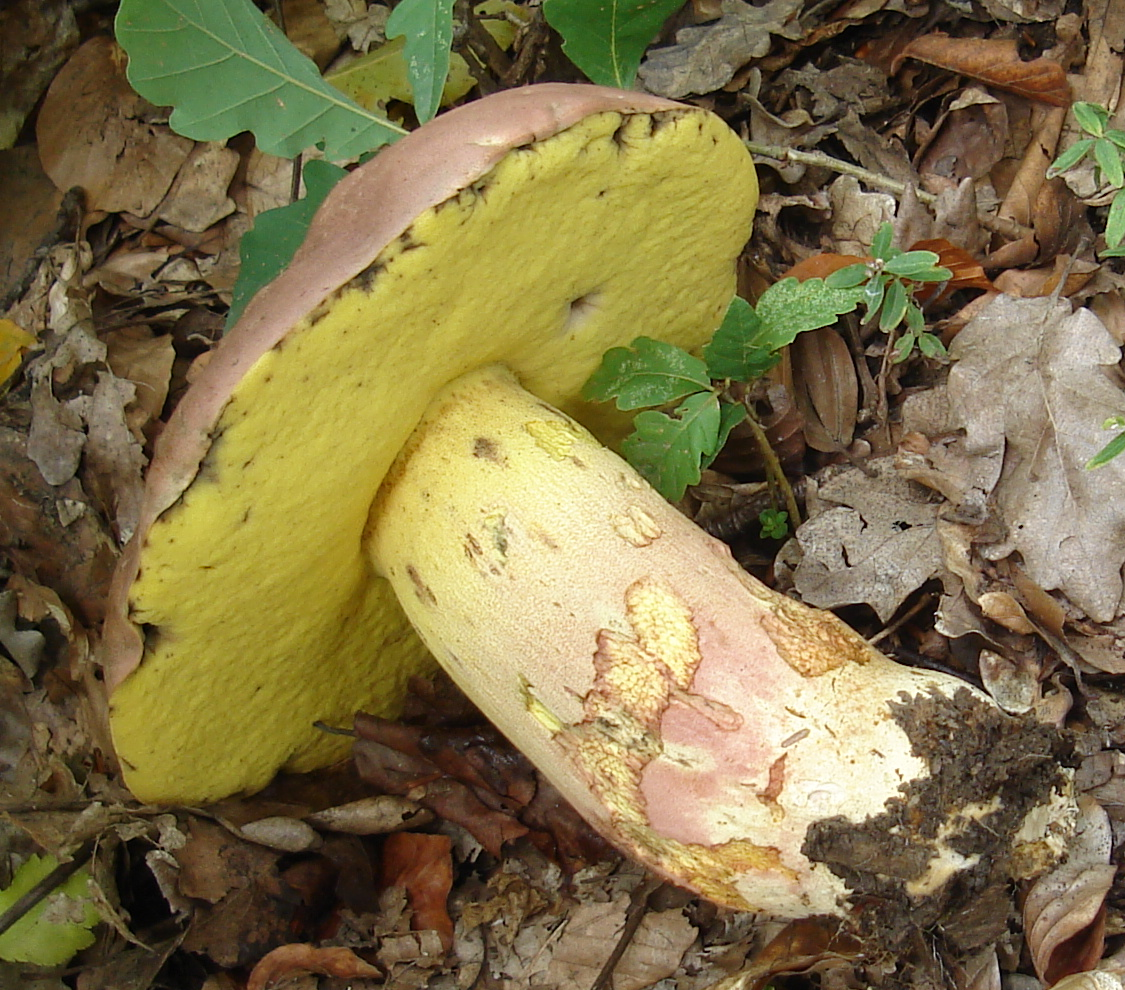
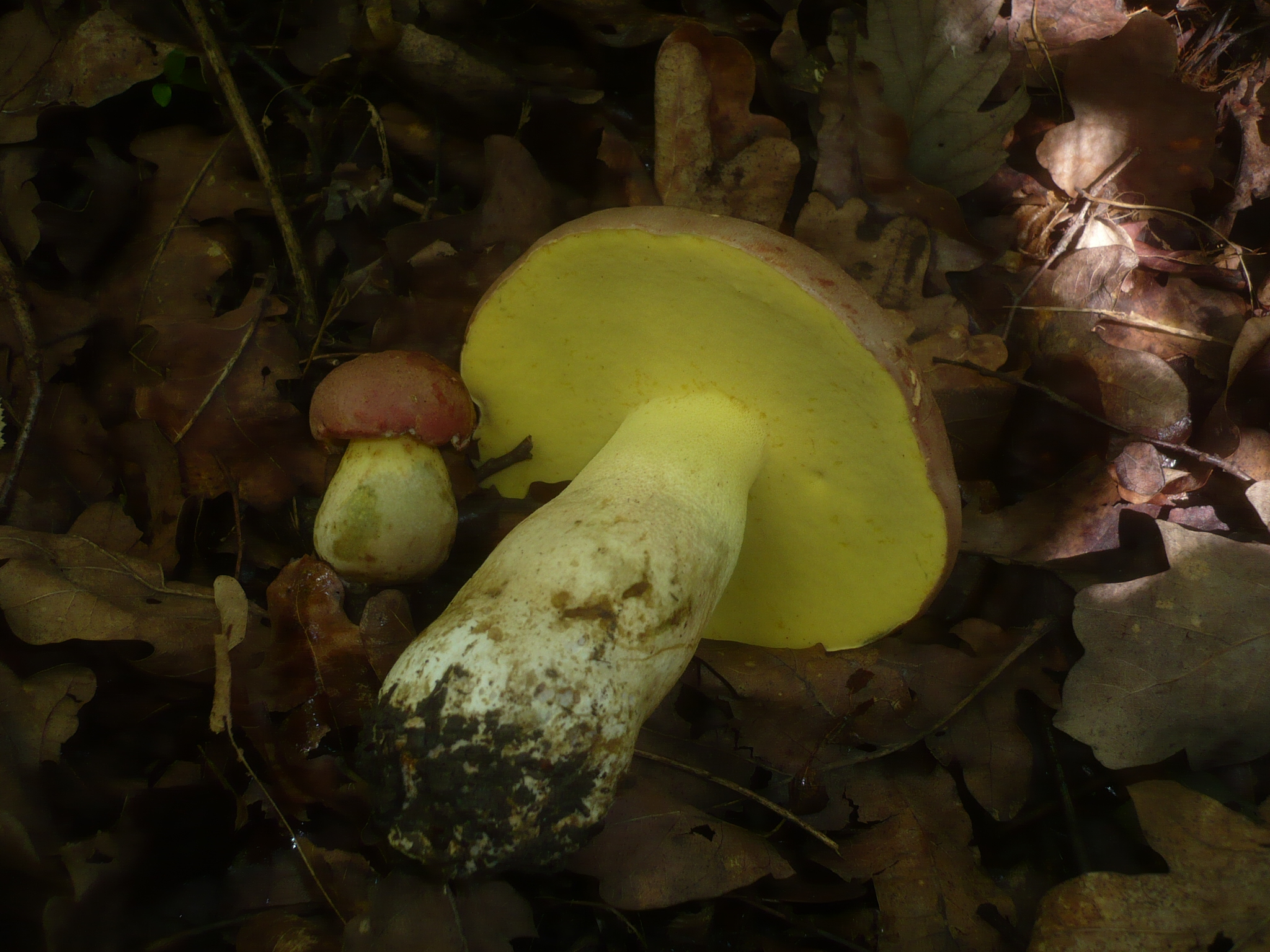
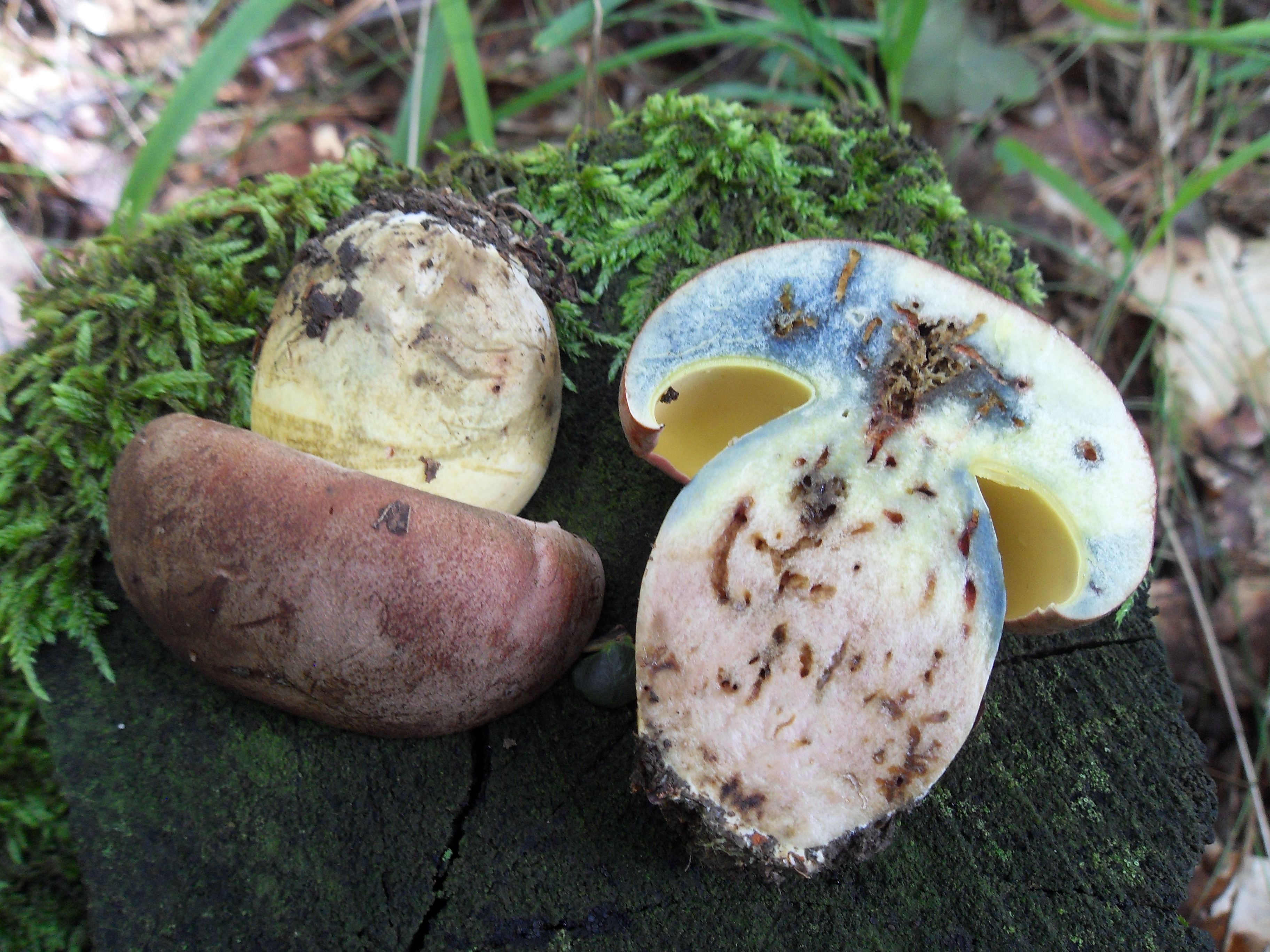
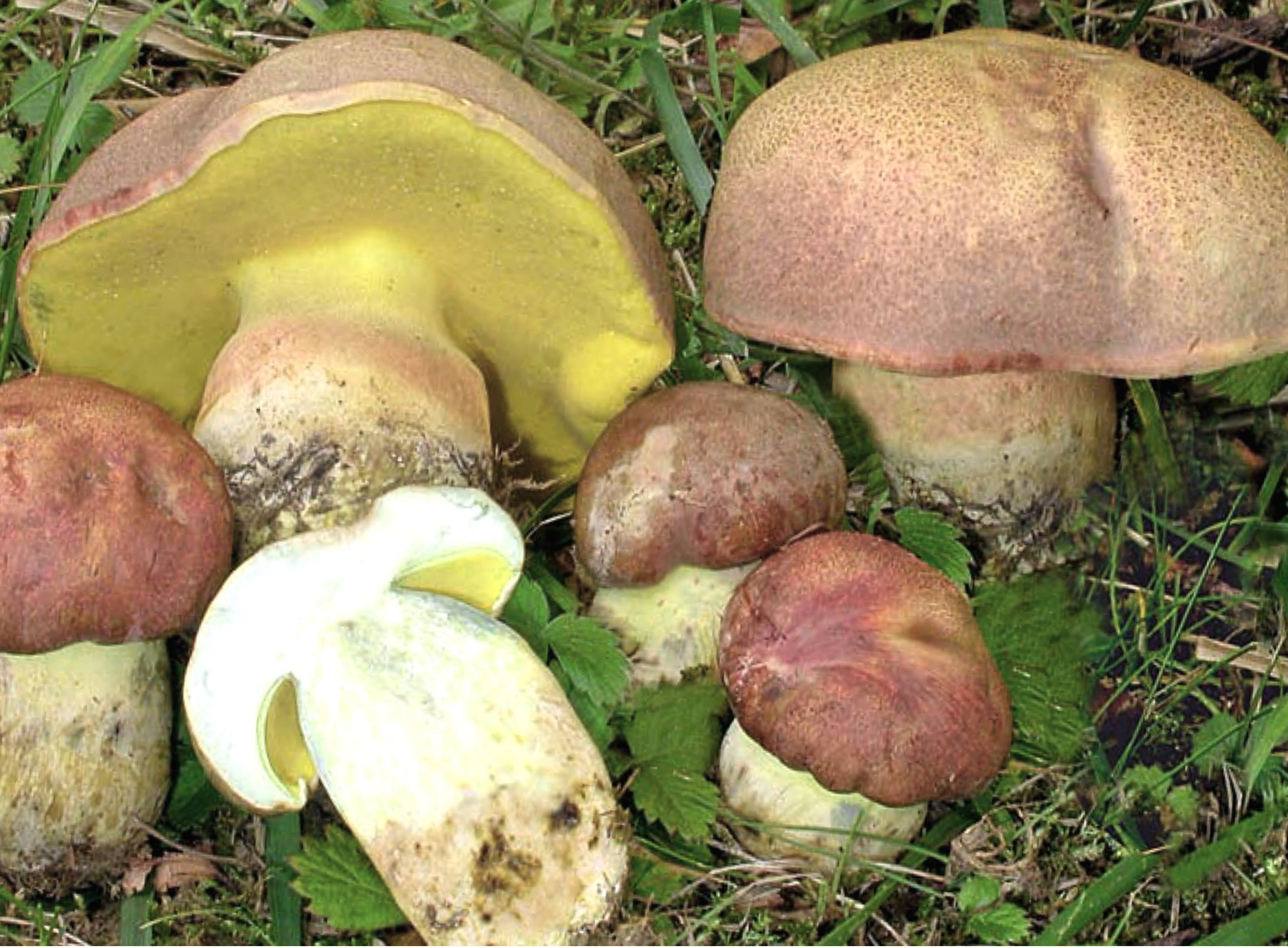

Ehető. 